# Heinrich Wallner
Heinrich Wallner (* 24. Februar 1941 in Sankt Johann in Tirol) ist ein ehemaliger österreichischer Skilangläufer.

## Werdegang
Wallner belegte bei den Nordischen Skiweltmeisterschaften 1966 in Oslo den 56. Platz über 15 km und den 48. Rang über 30 km und bei den Olympischen Winterspielen 1968 in Grenoble den 42. Platz über 15 km und zusammen mit Franz Vetter, Ernst Pühringer und Andreas Janc den 13. Rang in der Staffel. Bei den Nordischen Skiweltmeisterschaften 1970 in Štrbské Pleso kam er auf den 39. Platz über 30 km, auf den 34 Rang über 15 km und auf den 13. Platz mit der Staffel. Im Februar 1972 errang er bei den Olympischen Winterspielen in Sapporo den 48. Platz über 30 km und den 38. Platz über 15 km. Im folgenden Jahr gewann er die erste Austragung des Koasalaufes. Bei den Nordischen Skiweltmeisterschaften 1974 in Falun lief er auf den 37. Platz über 15 km, auf den 27. Rang über 30 km und auf den neunten Platz mit der Staffel. Sein letztes internationales Rennen absolvierte er im Februar 1976 bei den Olympischen Winterspielen in Innsbruck. Dort errang er den 43. Platz über 50 km.
Bei österreichischen Meisterschaften siegte er siebenmal mit der Tiroler Skiverbandsstaffel (1964–1970) und einmal über 15 km (1970).